# Lac Faber
Pour les articles homonymes, voir Faber.
Le lac Faber est un lac des Territoires du Nord-Ouest au Canada. 

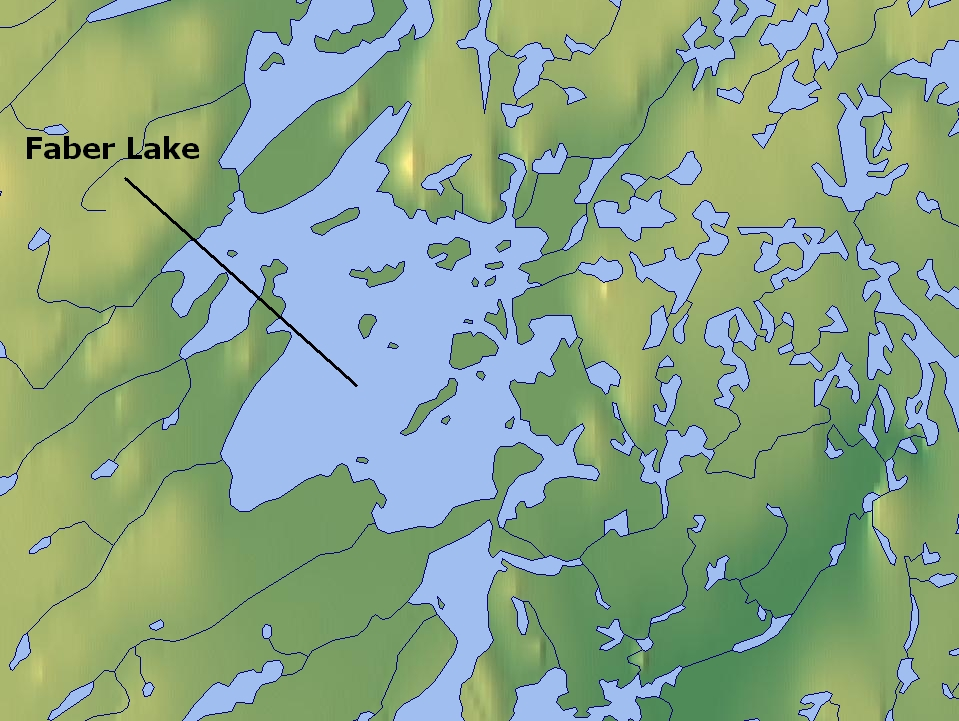
Carte du lac Faber